# Surkotada
Surkotada – starożytna osada protomiejska należąca do cywilizacji doliny Indusu, obecnie stanowisko archeologiczne w zachodnich Indiach, w stanie Gudźarat, w dystrykcie Kaććh, 160 kilometrów na północny wschód od Bhuj. 

## Stanowisko archeologiczne
Starożytna osada w Surkotadzie położona jest na niewielkim wzgórzu o wysokości od 5 do 8 metrów, wyższym po stronie zachodniej i niższym po stronie wschodniej. Wzgórze ma powierzchnię 2 hektarów przy rozmiarach 160 na 125 metrów oraz pokryte jest czerwonawą glebą laterytową, która całemu regionowi nadaje czerwonobrązowy kolor. Roślinność jest rzadka i składa się z sukulentów, niewielkich drzew oraz cierniowych krzewów. W bezpośrednim sąsiedztwie wzgórza znajduje się szerokie na 750 metrów, niemal w całości wyschnięte koryto rzeki, która zmieniła swój bieg jeszcze w starożytności – dziś w tym miejscu płynie jedynie niewielki strumień. W starożytności rzeka płynęła przez Mały Rann i wpadała do morza Arabskiego, w związku z czym archeolodzy sugerują, że Surkotada mogła również pełnić rolę portu morskiego, podobnie jak relatywnie niedaleka Dholawira. 

## Eksploracja
Stanowisko archeologiczne zostało odkryte w 1964 roku przez J. P. Joshiego z Archaeological Survey of India. Jest on również odkrywcą położonej 78 kilometrów na zachód Dholawiry. Pierwsze wykopaliska przeprowadzono w latach 1964–1968 pod okiem J.P. Joshiego, a kolejne w latach 1971–1972. 

## Chronologia
Datowanie stanowiska w Surkotadzie różni się od większości stanowisk cywilizacji Indusu. Pozostałości osady w Surkotadzie są późniejsze niż w przypadku większości stanowisk harappańskich, jednak pokrywają się z okresem zasiedlenia Lothalu i Kalibanganu. Z badań archeologicznych wynika więc, że Surkotada założona została nie na wczesnym etapie rozwoju dojrzałej kultury harappańskiej, lecz w późniejszej fazie. J.P. Joshi mówi, że „wykopaliska w Surkotadzie okazały się niezwykle satysfakcjonujące, ponieważ pozwoliły na odkrycie sekwencji trzech podokresów kulturowych mieszczących się w chronologii dojrzałego okresu harappańskiego, co zostało potwierdzone datowaniem metodą C-14, tj. na lata 2300 p.n.e.–1700 p.n.e. Harappańczycy posiadali ufortyfikowaną cytadelę i kompleks mieszkalny w okresie IA, a ten sam schemat osadnictwa został utrzymany w kolejnych podokresach IB i IC”. Peryferyjne położenie i niewielka powierzchnia Surkotady względem ośrodków metropolitalnych cywilizacji Indusu pozwalają, wg Allchina i Joshiego, zawęzić okres zamieszkania miasta do lat 2100 p.n.e. - 1700 p.n.e. W związku z tym, archeolodzy podzielili historię osadnictwa w Surkotadzie na trzy fazy kulturowe. 
- Okres I A – (2300) 2100 – 1950 p.n.e.
- Okres I B – 1950 – 1800 p.n.e.
- Okres I C – 1800 – 1700 p.n.e.

### Okres I A
Początek osadnictwa w Surkotadzie datuje się zazwyczaj na rok 2100 p.n.e., jednak czasami, ze względu na różne datowanie znalezisk archeologicznych, bywa on cofany nawet w okolice roku 2300 p.n.e. W tym okresie typowa, czerwono-czarna ceramika harappańska stanowi 93% całości. Występuje we wszystkich znanych formach z wyjątkiem kielicha ze spiczastym dnem. Formy czerwonej ceramiki są takie same lub bardzo podobne do tych z Mohendżo Daro, Chanhu Daro, Harappy, Lothalu, Rangpuru I A, Kalibanganu, Amri IIIa, b, c, Mundigaku III oraz Kot Diji. Motywy zdobnicze również odpowiadają powyższym – występują motywy geometryczne, roślinne, pejzaże.
Niektóre z naczyń tego okresu wykazują pewne podobieństwa do wczesnych, przedharappańskich form znanych z Kot Diji, Kalibanganu (kultura Sothi-Siswal) oraz Amri).
Analiza rodzajów ceramiki występującej w okresie IA pokazuje, że dojrzała kultura harappańska w Surkotadzie ma powiązania z pewnymi wcześniejszymi tradycjami garncarskimi, które były szeroko rozpowszechnione w trzecim tysiącleciu p.n.e. w północno-zachodniej części subkontynentu indyjskiego, a także na terenach dzisiejszego Iranu, Afganistanu czy Turkmenistanu. M.R. Mughal nazywa to „fenomenem przedharappańskim”.
W tym okresie pojawia się znaczna ilość prymitywnych narzędzi wytwarzanych z kości, które wykazują podobieństwo do podobnych artefaktów ze stanowisk w Szahr-e Suchte, Damb Sadat, Anjira i Siah Damb i są nieco starsze niż datowanie przyjęte na tym stanowisku. Odnaleziono również pochówki dokonywane w naczyniach ceramicznych, podobne do tych z Kot Diji, których tradycja także wywodzi się ze wczesnych czasów induskich. 

### Okres I B
Początek tego okresu datuje się na około 1900 rok p.n.e. W tym okresie w ceramice harappańskiej, która stanowi w tym okresie już tylko niespełna 40% ogółu ceramiki, pojawiają się też naczynia w kolorze płowym oraz charakterystyczny dla dojrzałego okresu harappańskiego kielich na podstawce. Pojawiają się miniaturowe pokrywki na naczynia, zmniejsza się jednak różnorodność motywów dekoracyjnych. 
Gruba i prosta ceramika czerwona, która dominuje w tym okresie (ok. 60%) przyjmuje typowe formy harappańskie. Formami nieharappańskimi są miska z uchwytem oraz głębokie misy. Misy z uchwytami nieznane są w regionie Saurashtry (półwysep Kathijawar), jednak poświadczono ich występowanie w niedalekim Desalpurze. Gruba i prosta ceramika jest znana na terenach Kathijawaru i Sindhu głównie z późniejszego okresu, toteż jej przedwczesne pojawienie się w Surkotadzie było związane najprawdopodobniej z przybyciem tutaj nowej grupy osadników z innych terenów. Rzadko pojawia się czerwona ceramika polichromowana. Zabudowa miasta nie różni się znacznie od pochodzącej z okresu I A. Okres ten kończy się pożarem, który objął całość stanowiska w Surkotadzie.

### Okres I C
Po pożarze w okresie I B, nowa grupa ludzi przybyła do Surkotady, chociaż miejsce to nie wykazuje żadnych przerw w ciągłości osadnictwa. Nowi ludzie poszli w ślady swoich poprzedników w rozplanowaniu osady i zbudowali cytadelę i kompleks mieszkalny na tych samych liniach z gruzu i ciosanych kamieni. Ceramika kontynuuje trendy z poprzednich okresów, dominuje prosta, ręcznie robiona ceramika czerwona (około 70% ogółu) oraz ceramika harappańska czerwono-czarna, której udział systematycznie spadał, do około 30% w tym okresie. Oba typy mają swoje analogi w Aharze i Lothalu. Datowania radiowęglowe próbek z tego okresu zgadzają się z datowaniami z późnego okresu harappańskiego z Mohendżo Daro, Rojdi czy Lothalu. Miasto zostało definitywnie opuszczone około 1700 roku p.n.e.

## Charakterystyka okresów

### Okres I A (2100 – 1950 p.n.e.)

#### Osada
Badania archeologiczne dowodzą, że najwcześniejsi mieszkańcy Surkotady, choć należeli do ludów harappańskich, to mieli powiązania z poprzednią kulturą. Zbudowali cytadelę z cegieł mułowych z zewnętrzną okładziną z gruzu. Zachowało się od pięciu do ośmiu warstw cegieł. Cytadelę zbudowano na podwyższonej platformie z twardej, ubitej, żółtej ziemi. Platforma miała średnią wysokość 1,5 metra. Średnia szerokość podstawy muru fortyfikacyjnego otaczającego osadę wynosiła 7 metrów. Używano cegieł o wymiarach w stosunku 1:2:4, tak samo jak w innych miastach harappańskich w okresie dojrzałym. Wysokość muru cytadeli wynosiła 4,5 metra. Obszar mieszkalny został również obudowany murem fortyfikacyjnym o grubości 3,5 metra. Cytadela miała dwa wejścia, jedno po stronie południowej i jedno po stronie wschodniej, umożliwiające dostęp do obszaru mieszkalnego. W obszarze mieszkalnym zachowały się domy budowane także z kamienia. W mieście funkcjonował typowy, znany z innych miast harappańskich system kanalizacyjny – domy wyposażone były w łazienki które połączone były systemem murowanych kanałów odprowadzających wodę poza obręb murów miasta.

#### Ceramika
W tym okresie wyraźnie dominuje typowa czerwono-czarna ceramika harappańska, zdobiona w motywy geometryczne i naturalistyczne – pojawiają się liście, drzewa bananowca, jelenie, żurawie, pawie, ryby, rybie łuski, motyw kraty, romby, trójkąty, linie łamane. Często pojawiające się formy to kielichy, kubki, naczynia na nóżce, słoje perforowane, słoje z wywiniętym brzegiem, misy ze ściankami w kształcie litery „S” oraz inne formy harappańskie. Pojawiają się nieliczne naczynia polichromowane, malowane na biało i czarno oraz wazy z matową powierzchnią znane z Kot Diji oraz Kalibanganu. Ponadto znajdowane są także: misy z łamanym brzuścem, misy wypukłe ze zdobionym rantem, wazy z wypukłą szyjką angobowane na kremowy kolor, słoje z dużym otworem i wywiniętym rantem, misy z nacięciami z rantach, ceramika z podwójną angobą znana z odległych miejsc jak Tell Brak czy Ur epoki Sargonidów, butelki w kształcie kuli, wazy z wklęsłą szyjką i nacięciami. Obecność nietypowych form ceramiki może świadczyć o kontaktach z odległymi miejscami, między innymi ze starożytną Mezopotamią. 

#### Znaleziska
Z tego okresu pochodzi wiele znalezisk z terakoty, między innymi kule, bransolety, zabawki czy koła. Liczne są przedmioty kamienne – tłuczki, żarna, odważniki, ostrza, kulki do procy. Znaleziono koraliki z fajansu, karneolu, steatytu, lapis lazuli i terakoty, miedziane bransolety, pierścienie i groty włóczni, narzędzia z kości i kości słoniowej. Niektóre z fragmentów ceramiki zawierają inskrypcję zapisane pismem induskim. 

### Okres I B (1950 – 1800 p.n.e.)

#### Osada
W środkowym okresie rozwoju osady w Surkotadzie kontynuacja trendów dojrzałej ceramiki harappańskiej wyklucza jakiekolwiek przerwy w ciągłości osadnictwa pomiędzy okresami IA oraz IB. Jednak zmiany w proporcji rodzajów wytwarzanej ceramiki oraz pojawienie się koralików oraz ostrzy z kamieni półszlachetnych wskazują na przybycie do Surkotady nowej fali osadniczej. W rozwoju budownictwa można wyróżnić dwie fazy, które jednak kontynuowały linie zabudowy wyznaczone w okresie IA zarówno w cytadeli, jak i dolnym mieście. Szerokość muru u podstawy wynosi 6 metrów, został on ponadto wzmocniony od wewnętrznej strony. Zachowały się ponadto ruiny bram, zarówno po stronie południowej, jak i tej prowadzącej do dzielnicy mieszkalnej. 

#### Ceramika
Zbiór ceramiki z tego okresu obejmuje dwa główne typy ceramiki. Pierwszym z nich jest typowa czerwono-czarna ceramika harappańska, znana z okresu IA, jednak jej popularność i ilość maleje z upływem czasu. Drugim typem jest prosta i gruba ceramika czerwona, która stanowi w szczytowym okresie około 70% wytwarzanej w Surkotadzie ceramiki. Są to proste naczynia, toczone na wolnym kole garncarskim, formowane i wykańczane ręcznie z mniejszą dbałością o szczegóły, wypalane krócej i w niższej temperaturze. Z tego typu ceramiki najczęściej pojawiają się wazy z szerokim otworem i wywiniętym rantem, wazy z wklęsłą szyjką, misy z obłymi ściankami, naczynia z wypukłym dnem, płaskie naczynia z niskimi ściankami, naczynia na nóżce i miski z uchwytami. Naczynia są skromnie zdobione, a dekoracje obejmują głównie pionowe czarne pasy, faliste linie, poziome pasy dookoła naczyń, figury geometryczne (romby).
Sporadycznie pojawiają się inne typy ceramiki – czarno-biała polichromowana, ceramika z kremową angobą i czarnym malowaniem, czy ceramika z ciemnoczerwoną angobą. 

#### Znaleziska
Poza liczną ceramiką, w osadach z tego okresu znaleziono liczne przedmioty z terakoty takie jak bransolety, figurki, wrzeciona, koraliki oraz płytki. Odkryto również ostrza z krzemienia i chalcedonu. Licznie występują koraliki ze steatytu, agatu, karneolu oraz terakoty. 

### Okres I C (1800 – 1700 p.n.e.)

#### Osada
Pomiędzy osadami warstwy IB oraz IC występuje warstwa popiołu, która świadczy o pożarze, który objął całość osady. Pożar nie przerywa osadnictwa harappańskiego, ponadto widać po nim nadejście kolejnej fazy osadniczej, która charakteryzowała się czerwono-czarną ceramiką malowaną z użyciem koloru białego. W tym okresie wzniesiono masywną cytadelę o wymiarach 60 na 60 metrów oraz przylegający do niej kompleks mieszkalny o wymiarach 60 na 55 metrów. Całość otoczona była murami o grubości 4 metrów, w dwóch południowych rogach wybudowano dwa obronne bastiony, a pomiędzy nimi bramę wjazdową. Osobna brama łączyła cytadelę z częścią mieszkalną, a ta również posiadała bramę prowadzącą na zewnątrz. Mury otaczające Surkotadę noszą ślady dwóch napraw interwencyjnych, prawdopodobnie po zniszczeniach spowodowanych powodzią – w czasach funkcjonowania osady rzeka przepływała w bezpośrednim jej sąsiedztwie. Pomiędzy kompleksami mieszkalnymi znajdował się system alejek i uliczek. System kanalizacyjny miasta powstawał w dwóch etapach. 

#### Ceramika
Charakterystyczną cechą trzeciego okresu jest ręcznie robiona, prosta i gruba ceramika czerwona o gruboziarnistej teksturze, która stanowi 70% ceramiki okresu I C. Najczęściej pojawiające się formy to duży słój magazynowy z wystającym rantem, słój z pionowym rantem, waza z wklęsłą szyjką, misa z poziomymi uszami, misy z wypukłą ścianką. Dekoracje naczyń występują bardzo rzadko, najczęściej w postaci odcisków palców bądź nacięć wykonanych paznokciami. Niektóre formy ceramiki prostej przypominają naczynia pochodzące z Lothalu oraz Aharu. Pojawia się również ceramika czerwono-czarna z poprzednich okresów, jednak w znacznie mniejszej ilości; ona również przypomina tę z Aharu i Lothalu. W okresie I C jest ona dekorowana przy użyciu bieli. W tej kategorii naczyń znajdują się głównie misy, miski oraz naczynia na nóżce. 

#### Znaleziska
Ważnym odkryciem było odnalezienie dwóch dużych zbiorów koralików ze steatytu, karneolu, agatu, fajansu. Znaleziono również przedmioty wykonane z kamieni półszlachetnych, ostrza i odważniki z krzemienia, wrzeciona, figurki byków z terakoty, zabawki i ich fragmenty. Figurka terakotowego byka posiada ślady malowania. Odkryto wiele przedmiotów miedzianych, w tym dłuto, bransolety i koraliki. Ważnym znaleziskiem są również pieczęcie z terakoty zawierające piktogramy w piśmie induskim. 

## Wygląd miasta
Całkowita powierzchnia zabudowana Surkotady z okresu IC ma kształt prostokąta orientowanego według stron świata. Mierzy 120 metrów ze wschodu na zachód i około 60 metrów z północy na południe. Pomimo niewielkich rozmiarów, archeolodzy uważają Surkotadę za bardzo ważną osadę. Jej budowniczowie zaplanowali ją w podobny sposób jak zaplanowano Kalibangan i Lothal, lecz w mniejszej skali. Ponadto wielu uczonych uważa, że lokalizacja Surkotady była strategiczna w celu kontrolowania migracji ludów harappańskich z Sindhu na wschód. Położenie i wielkość Surkotady wspierają również koncepcję feudalnego systemu administracji w cywilizacji Indusu. Innymi słowy, Surkotada mogła funkcjonować jako stolica regionu lub miasto garnizonowe.
Plan Surkotady składa się z dwóch kwadratów - ten na wschodzie nazywany jest kompleksem mieszkalnym i ma wymiary 60 na 55 metrów, podczas gdy ten na zachodzie to cytadela i ma wymiary 60 na 60 metrów. Cytadela położona jest wyżej niż dzielnica mieszkalna. Mur obronny cytadeli ma średnią szerokość podstawy 3,5–4 metry i ma dwa bastiony o wymiarach 10 na 10 metrów na południowej ścianie. Podobne bastiony są spodziewane na północnej ścianie, ale nie zostały jeszcze odkopane. W południowym murze cytadeli znajduje się centralnie umieszczona brama. Jej wymiary to 10 na 23 metry, ma schody oraz rampę prowadzącą do głównego wejścia, które posiada dwa pomieszczenia strażnicze. Do środka prowadzi przejście o szerokości 1,7 metra. Cytadela składa się z dużych budynków, także mieszkalnych, z których niektóre mają nawet dziewięć pomieszczeń. Z cytadeli istnieje przejście w murze wschodnim, również o szerokości 1,7 metra, umożliwiające dostęp do głównego kompleksu mieszkalnego.
Obszar mieszkalny składa się z domów, które są mniejsze od budynków w cytadeli. Typowym przykładem jest dom z pięcioma połączonymi pokojami, dziedzińcem zamkniętym z trzech stron i platformą na zewnątrz, zwróconą w stronę ulicy. Platformy tego typu były używane najprawdpodobniej jako miejsce handlu. Południowy mur obronny obszaru mieszkalnego ma również bramę. Różni się ona od innych bram harappańskich w tym sensie, że jest to wejście proste, a nie schodkowe lub wygięte. Sama brama jest osadzona w grubości muru obronnego, podczas gdy poza obrys muru wystają dwa pomieszczenia strażnicze. Mur obronny kompleksu mieszkalnego ma średnią grubość 3,4 metra i ma bastiony na rogach, które są mniejsze niż te w murze obronnym cytadeli.
Wszystkie te cechy wskazują na miasto dojrzałej kultury harappańskiej istniejące nawet do 1700 r. p.n.e., co chronologicznie jest rzadko spotykane. Cechy dojrzałego miasta harappańskiego są widoczne w Surkotadzie długo po tym, jak sama cywilizacja zaczęła upadać, a większość innych miejsc uległa zniszczeniu bądź została opuszczona.
Do dziś nie znaleziono dowodów na osadnictwo na istnienie dużego miasta w pobliżu kompleksu Surkotady, na wzór Mohendżo Daro czy Kalibanganu. Około 500 metrów na południowy wschód od cytadeli znajduje się niski kopiec, który jest rodzajem małego siedliska, ale pozostałości harappańskie są tam nieliczne. Archeolodzy uważają, że istnieje możliwość istnienia dużego miasta w okolicy, jednak jak dotąd nie zostało ono odnalezione.

## Szczątki koni
W 1974 roku Archaeological Survey of India przeprowadziło wykopaliska w tym miejscu, a J. P. Joshi i A. K. Sharma poinformowali o znaleziskach kości na wszystkich poziomach (około 2100-1700 p.n.e.), które opisali jako kości końskie Sándor Bökönyi (1997), badając próbki kości znalezione w Surkotadzie, wyraził opinię, że co najmniej sześć próbek prawdopodobnie należało do konia. Jednak archeolodzy Richard H. Meadow i Ajita Patel nie zgadzają się z tym, twierdząc, że szczątki konia Equus ferus caballus trudno odróżnić od innych gatunków koniowatych, takich jak Equus asinus (osioł zwyczajny) lub Equus hemionus (kułan azjatycki).
Historycy i archeolodzy popierający teorię, że Indoariowie są autochtoniczną ludnością Indii wskazują na pojedyncze znaleziska i interpretacje, aby argumentować za obecnością koni w cywilizacji doliny Indusu. według Ministerstwa Kultury Indii figurka zwierzęcia z Lothal, datowana na III tysiąclecie p.n.e., jest głową konia; według Erwina Neumayera „rydwan” z Daimabad miał „jarzmo pasujące do szyi koni, a nie bydła”; miedziane modele pojazdów wozów ze zwierzętami o wygiętej szyi zostały zinterpretowane w 1970 roku przez Stuarta Piggotta jako wozy konne.